# Kotxkin (Ponejukai)
|  | Per a altres significats, vegeu «Kotxkin (Ptxegatlukai)». |

Kotxkin - Кочкин (rus) - és un khútor de la República d'Adiguèsia, a Rússia. Es troba a la vora esquerra del riu Aptxas, a 6 km al sud de Ponejukai i a 63 km al nord-oest de Maikop, la capital de la república. El 2017 la vila estava deshabitada.
Pertany al municipi de Ponejukai.